# دونكي كونغ (غيم بوي)
دونكي كونغ (بالإنجليزية: Donkey Kong‎؛ باليابانية: ドンキーコング‎، ‏دونكِ كونغُ)هي لعبة منصات 1994 طورتها ونشرتها نينتندو لمشغل ألعاب الفيديو المحمول غيم بوي، والذي يحتوي أيضًا على عناصر الألغاز. تستند دونكي كونغ بشكل فضفاض إلى لعبة الصالات 1981 التي تحمل الاسم نفسه وتكملتها دونكي كونغ جونيور وكانت اللعبة معروفة تحت عنوان العمل دونكي كونغ 94 قبل الإصدار.
كما هو الحال في نسخة الصالات الأصلية ونسخة نينتندو إنترتينمنت سيستم، يتحكم اللاعب في ماريو ويجب عليه إنقاذ بولين من دونكي كونغ (اللذان منحا تصميمات شخصية محدثة لهذه اللعبة). يظهر دونكي كونغ جونيور كضيف في اللعبة على بعض المراحل، مما يساعد والده على إعاقة تقدم ماريو.
كات هذه أول لعبة غيم بوي مصممة بميزات محسّنة عند لعبها على سوبر غيم بوي. تتميز بعناصر اللعب من دونكي كونغ ودونكي كونغ جونيور وسوبر ماريو برذرز 2.

## أسلوب اللعب

استندت حدود سوبر غيم بوي المستخدمة في اللعبة إلى خزانة الصالات الفعلية للعبة دونكي كونغ الأصلية.

تبدأ دونكي كونغ بالمراحل الأربعة الموجودة في لعبة الصالات الأصلية، حيث يجب أن يصل ماريو إلى قمة المرحلة وينقذ بولين. بعد الانتهاء من هذه المراحل الأربع الأولية، تبدأ نهاية نسخة الصالات المعتادة، ولكن بعد بضع ملاحظات عن «أغنية النصر»، يعود دونكي كونغ ويمسك بولين مرة أخرى، ويقلع معها، مع مطاردة ماريو. تُقَدَّم 97 مرحلة إضافية للاعب تغطي تسعة عوالم، بإجمالي 101 مرحلة مع آخرها معركة ضد دونكي كونغ الأكبر.
تتبع المراحل اللاحقة آلية لعبة مختلفة تمامًا حيث يجب على اللاعب توجيه ماريو خلال كل مرحلة لتحديد موقع المفتاح. يجب أن يلتقطها ويحملها إلى باب مغلق في مكان آخر من المسرح. كل مرحلة رابعة هي «مرحلة معركة» حيث يجب على اللاعب إما محاولة الوصول إلى بولين، كما هو الحال في المراحل الأصلية، أو هزيمة دونكي كونغ باستخدام براميله الخاصة ضده. بعد الانتهاء من المرحلة الرابعة، يعرض مشهد قطع يصور قدرات اللاعب التي قد تكون مطلوبة للمراحل القادمة، أو لإدخال أنواع جديدة من الفخاخ. في هذه المرحلة، يُسمح للاعبين بحفظ تقدمهم، بما في ذلك وقتهم لكل مستوى أو للمجموعة الإجمالية. يمكن كسب أرواح إضافية من خلال الألعاب المصغرة، أو فتحها عن طريق جمع ثلاثة عناصر خاصة في كل مرحلة، أو في نهاية كل مجموعة بناءً على إجمالي الوقت غير المستخدم من تلك المجموعة.
تتميز اللعبة بتحسينات مختلفة على أسلوب اللعب من اللعبة الأصلية. ماريو قادر على النجاة من السقوط من مسافات معينة، على الرغم من أنه سيفقد حياته إذا سقط أكثر. سيفقد ماريو أيضًا حياته إذا أصاب عدوًا أو عقبة، على الرغم من أن بعض الحالات تسمح لماريو بمقاومة الضربة، مثل الضرب أثناء حمل عنصر. على غرار سوبر ماريو برذرز 2، فهو قادر على التقاط ورمي العناصر أو أعداء معينين، والذي سيحتاج إلى استخدامه لنقل المفتاح إلى الباب. إذا تُرك المفتاح بمفرده لفترة معينة من الوقت، فسيعود إلى مكانه الأصلي. في أي وقت، يمكن لماريو أن ينقلب على يديه، مما يسمح له بإمساك البراميل المتساقطة، ويمكنه أيضًا أداء قفزات أعلى من خلال توقيت قفزاته من التقليب، أو عن طريق أداء قفزة أثناء تغيير الاتجاه.
يمكن رمي عنصر المطرقة الكلاسيكية لأعلى ويمكن استخدامه مرة أخرى إذا أمسكه ماريو، مما يسمح له بإحضاره إلى أجزاء مختلفة من المسرح. هناك أيضًا العديد من الكتل التي تسمح للاعب بإضافة الجسور والسلالم والينابيع في أي مكان على الشاشة لفترة قصيرة من الوقت. تشمل القدرات الأخرى التي يمكن أن يؤديها ماريو السباحة وتسلق الحبال بطريقة مشابهة لدونكي كونغ جونيور. والدوران على الأسلاك للوصول إلى آفاق جديدة.

## المتابعات
أثناء إصدارها، أصدرت نيلسونيك ساعة يد لعبة LCD ترويجية تعتمد عليها. وهي تستند إلى أحد المراحل المبكرة في اللعبة الأصلية. بعد عشر سنوات، خُطِطَ لنسخة محسنة من عنوان غيم بوي لمشغل غيم بوي أدفانس بعنوان دونكي كونغ بلس. بالإضافة إلى عرض الرسومات والخلفيات المحسنة، تميزت النسخة الجديدة المقترحة أيضًا بمصمم مرحلة يمكن الوصول إليه من خلال غيم كيوب. عادت اللعبة في النهاية إلى الظهور بعنوان ماريو ضد دونكي كونغ، وهي لعبة جديدة تمامًا مع أسلوب لعب مماثل. تبعه تكملة بعنوان ماريو ضد دونكي كونغ 2: مارش أوف ذا مينيز، والتي تميزت بمصمم المرحلة. أعيد إصدار اللعبة كتنزيل لخدمة فرتشول كونسول على نينتندو 3دي أس في 15 يونيو 2011.

## التقييم
| مجموع النقاط           | مجموع النقاط |
| المجموع                | نقاط         |
| ---------------------- | ------------ |
| غيم رانكينغز           | 85%          |
| نتائج المراجعة         |              |
| نشرة                   | نقاط         |
| إلكترونك غيمينغ مونثلي | 8.25/10      |
| نينتندو لايف           | 9/10         |
| مجلة نينتندو الرسمية   | 89%          |

| جائزة     | جائزة             |
| نشرة      | جائزة             |
| --------- | ----------------- |
| فيديوغيمز | أفضل لعبة غيم بوي |

في المملكة المتحدة، كانت أكثر لعبة غيم بوي مبيعًا لمدة شهرين في عام 1994، من أكتوبر إلى نوفمبر.
منذ صدورها، تلقت دونكي كونغ تقييمًا إيجابيًا، حيث حصل على متوسط درجات 84.93٪ من غيم رانكينغز بناءً على تسعة تقييمات. وصفتها غيم برو بأنها تطبيق قاتل رائع لسوبر غيم بوي ولعبة ممتازة بحد ذاتها. وقد أشادوا بشكل خاص بقيمة الحنين إلى مراحل ألعاب الصالات، والألغاز التي تمثل تحديًا فكريًا للمراحل الجديدة، وطول عمر اللعبة بشكل عام. منحتها إلكترونك غيمينغ مونثلي جائزة «لعبة الشهر» الخاصة بها، كما أشادت بها باعتبارها تطبيقًا قاتلًا ممتازًا لسوبر غيم بوي وعلقت على أنها «تعيد جميع أفضل جوانب الصالات، مع تقديم مفاهيم جديدة، مما يجعل اللعبة أفضل.»
أشادت نينتندو باور باللعبة ووصفتها بأنها «مليئة بالتحديات والمرح» بينما أشارت إلى أن «التحكم فيها مصمم بعد ألعاب الصالات، وليس سوبر ماريو برذرز لذلك يمكن أن يكون مربكًا في البداية». أعطت المراجعة درجات عالية للتحكم في اللعب والتحدي والموضوع والمتعة.

حصلت دونكي كونغ على جائزة أفضل لعبة غيم بوي لعام 1994 من إلكترونك غيمينغ مونثلي. في عام 1997، صنفتها إلكترونك غيمينغ مونثلي المرتبة رقم 67 في قائمة «أفضل 100 لعبة في كل العصور»، مشيدًة بها لكيفية التوسع بشكل غير متوقع في أسلوب اللعب للعبة الصالات الأصلية وقدمت تحديًا ثابتًا من خلال العديد من مراحل الألغاز. صنفتها نينتندو باور في المرتبة الثامنة كأفضل لعبة فيديو غيم بوي / غيم بوي كولر، وأشادت بها باعتبارها التكملة الحقيقية الوحيدة للعبة الصالات دونكي كونغ الأصلية. صنفت مجلة نينتندو الرسمية دونكي كونغ في المرتبة 89 في قائمة «أعظم 100 لعبة نينتندو». وصفها بن ريفز من غيم إنفورمر بأنها سادس أفضل لعبة غيم بوي ووصفها بأنها «تحفة ألغاز تَغَاضَى عنها إجراميًا». قيمت أول غيم اللعبة بأربع نجوم ونصف من أصل خمسة، معلنة أن اللعبة «سليمة من الناحية الرسومية، لعبة صعبة ببراعة تتطلب تخطيطًا واستراتيجية دقيقة بالإضافة إلى البراعة حتى ينجح اللاعب». كما أشادت المراجعة أيضًا بنينتندو لعدم اتخاذ «الطريق السهل من خلال إعادة صنع النسخة الأصلية.»

## وصلات خارجية
- الموقع الرسمي
 (باليابانية)
- دونكي كونغ على موبي غيمز (بالإنجليزية)